# Premios XRCO

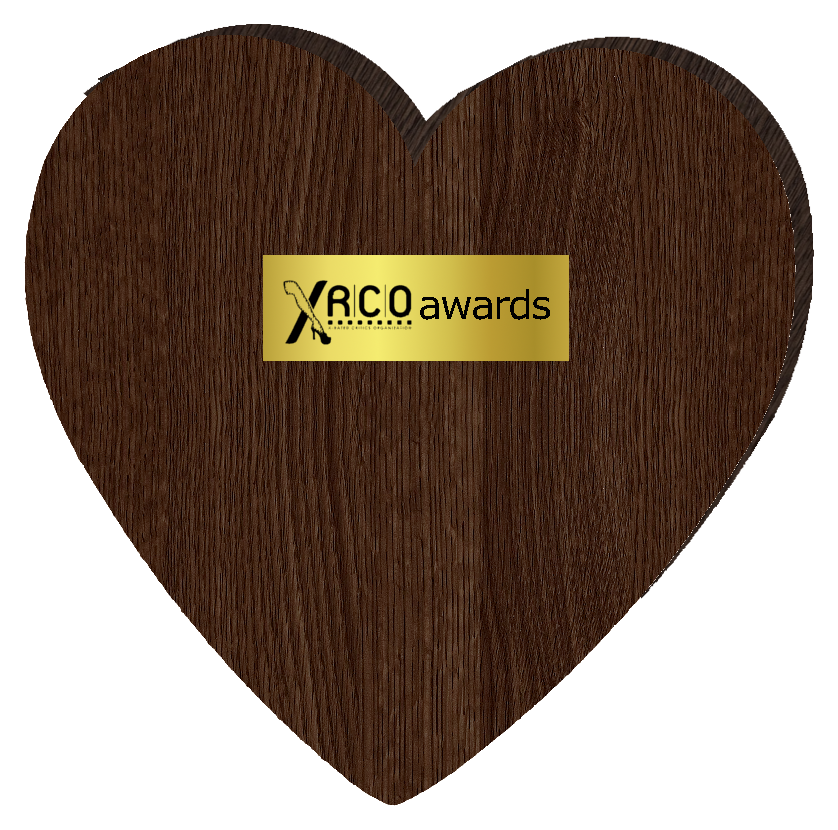

El premio XRCO es concedido por la X-Rated Critics Organization anualmente a los profesionales que forman parte de la industria del sexo. En ocasiones, durante las ceremonias de los premios se celebran las nuevas incorporaciones al Salón de la Fama de XRCO.

## Historia
Los primeros premios XRCO fueron celebrados en Hollywood el 14 de febrero de 1985. Hasta 1991, los premios se presentaban, anualmente, cada Día de San Valentín. Las categorías específicas de premios en los Premios XRCO fueron variando con el pasar de los años.
En marzo de 2015, se anunciaron cambios en el programa de premios. Citando el lugar y los cambios de fecha realizados en 2014, los organizadores del evento anunciaron que la entrega de premios sería grabada y transmitida por la empresa Vrai Voyeur. También se anunció el debut de un nuevo diseño para el premio entregado a los ganadores. El "corazón de madera icónico en los trofeos" sería retirado y reemplazado por "algo más grande y mejor que nunca".

## Actor (actuación individual)

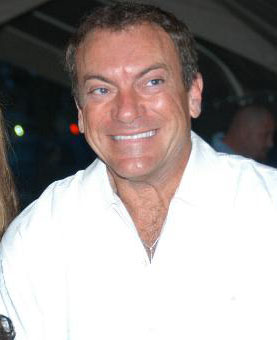
Randy Spears

- 1984 Eric Edwards (Great Sexpectations)
- 1985 Jerry Butler (Snake Eyes)
- 1988 Jamie Gillis (Deep Throat II)
- 1993 Jon Dough (New Wave Hookers 3)
- 1994 Steven St. Croix (Dog Walker)
- 1995 Jon Dough (Latex)
- 1996 Tom Byron (Flesh)
- 1997 Tom Byron (Indigo Delta)[4]
- 1999: James Bonn (Masseuse 3)[5]
- 2000: Randy Spears (Double Feature)[6]
- 2001: Joel Lawrence (Raw)[7]
- 2002: Evan Stone (Cap'n Mongo's Porno Playhouse)[8]
- 2003: Rocco Siffredi (The Fashionistas)[9]
- 2004: Randy Spears (Space Nuts – Wicked Pictures)[10]
- 2005: Randy Spears (Misty Beethoven The Musical – VCA Pictures)[11]
- 2006: Randy Spears (Eternity – Wicked Pictures)[12]
- 2007: Randy Spears (Curse Eternal – Wicked Pictures)[13]
- 2008: Randy Spears (Black Widow – Wicked Pictures)[14]
- 2009: Evan Stone (Pirates II: Stagnetti's Revenge – Digital Playground)[15]
- 2010: Eric Swiss (Not Married with Children XXX – X-Play/LFP Video)[16]
- 2011: Evan Stone[17]
- 2012: Anthony Rosano[18]
- 2013: Steven St. Croix (Torn – New Sensations Couples)[19]
- 2014: Richie Calhoun (The Submission of Emma Marx – New Sensations)[20]
- 2015: Steven St. Croix (Wetwork – Vivid)[21]
- 2016: Derrick Pierce (Magic Mike XXXL: A Hardcore Parody – Wicked Pictures)[22]
- 2017: Tommy Pistol (Suicide Squad XXX: An Axel Braun Parody – Wicked Comix)[23]
- 2018: Tommy Pistol (Ingenue - Wicked Pictures)[24]

## Actriz (actuación individual)
- 1985 Rachel Ashley (Every Woman Has A Fantasy)
- 1986 Gloria Leonard (Taboo American Style (The Miniseries))
- 1987 Colleen Brennan (Getting Personal )[25]
- 1988 Krista Lane (Deep Throat II)[26]
- 1989 Ariel Knight (Romeo And Juliet II)[27]
- 1990 Sharon Kane (Bodies In Heat 2)[28]
- 1991 Jeanna Fine (Steal Breeze)[29]
- 1992 Jeanna Fine (Brandy And Alexander)[30]
- 1993 Ashlyn Gere (Chameleons Not The Sequel)[31]
- 1994 Leena (Blinded by Love)
- 1995 Tyffany Million (Sex)
- 1996 Jeanna Fine (Skin Hunger)
- 1997 Jeanna Fine (My Surrender)
- 1998 Dyanna Lauren (Bad Wives)
- 1999 Jeanna Fine (Cafe Flesh 2)
- 2000 Inari Vachs (The Awakening)
- 2001 Taylor Hayes (Jekyll & Hyde)
- 2002 Taylor Hayes (Fade to Black)
- 2003 Belladonna (The Fashionistas)
- 2004 Briana Banks (Violation of Briana banks - JM Productions)
- 2005 Jessica Drake (Fluff and Fold - Wicked Pictures)
- 2006 Briana Banks (Stunner - Vivid Entertainment Group)
- 2007 Hillary Scott (Corruption - Sex Z Pictures)
- 2007 Shyla Stylez (My Back Door is Always Open For You - Bang bros Network)
- 2008: Eva Angelina (Upload – Sex Z Pictures)[14]
- 2009: Jessica Drake (Fallen – Wicked Pictures)[15]
- 2010: Kimberly Kane (The Sex Files: A Dark XXX Parody – Revolution X/Digital Sin)[16]
- 2011: Kimberly Kane[17]
- 2012: Jessie Andrews[18]
- 2013: Lily Carter (Wasteland – Elegant Angel Productions)[19]
- 2014: Remy LaCroix (The Temptation of Eve – New Sensations Erotic Stories)[20]
- 2015: Penny Pax (Wetwork – Vivid)[21]
- 2016: Penny Pax (The Submission of Emma Marx: Boundaries – New Sensations Erotic Stories)[22]
- 2017: Kleio Valentien (Suicide Squad XXX: An Axel Braun Parody – Wicked Comix)[23]
- 2018: Jill Kassidy (Half His Age: A Teenage Tragedy - Pure Taboo/Pulse)[24]

## Amateur
- 1993 Randy West'S Up & Cummers
- 1994 Anal Adventures Of Max Hardcore
- 1995 Max
- 1996 Cumback Pussy
- 1997 Filthy First-Timers
- 1998 Real Sex Magazine
- 1999 Real Sex Magazine
- 2000 Up And Cummers
- 2001 Up And Cummers
- 2002 Shane'S World
- 2003 Breakin' 'em In (Red Light District)
- 2004 Breakin' 'em In (Red Light District)
- 2005 New Whores 2 (Mayhem)

## Escenas anales

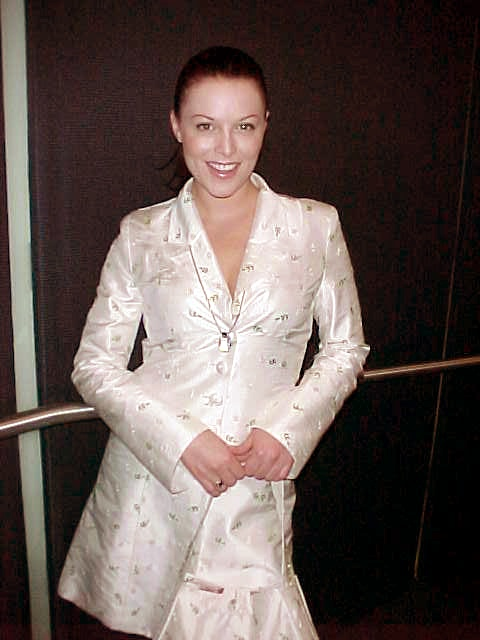
Alisha Klass

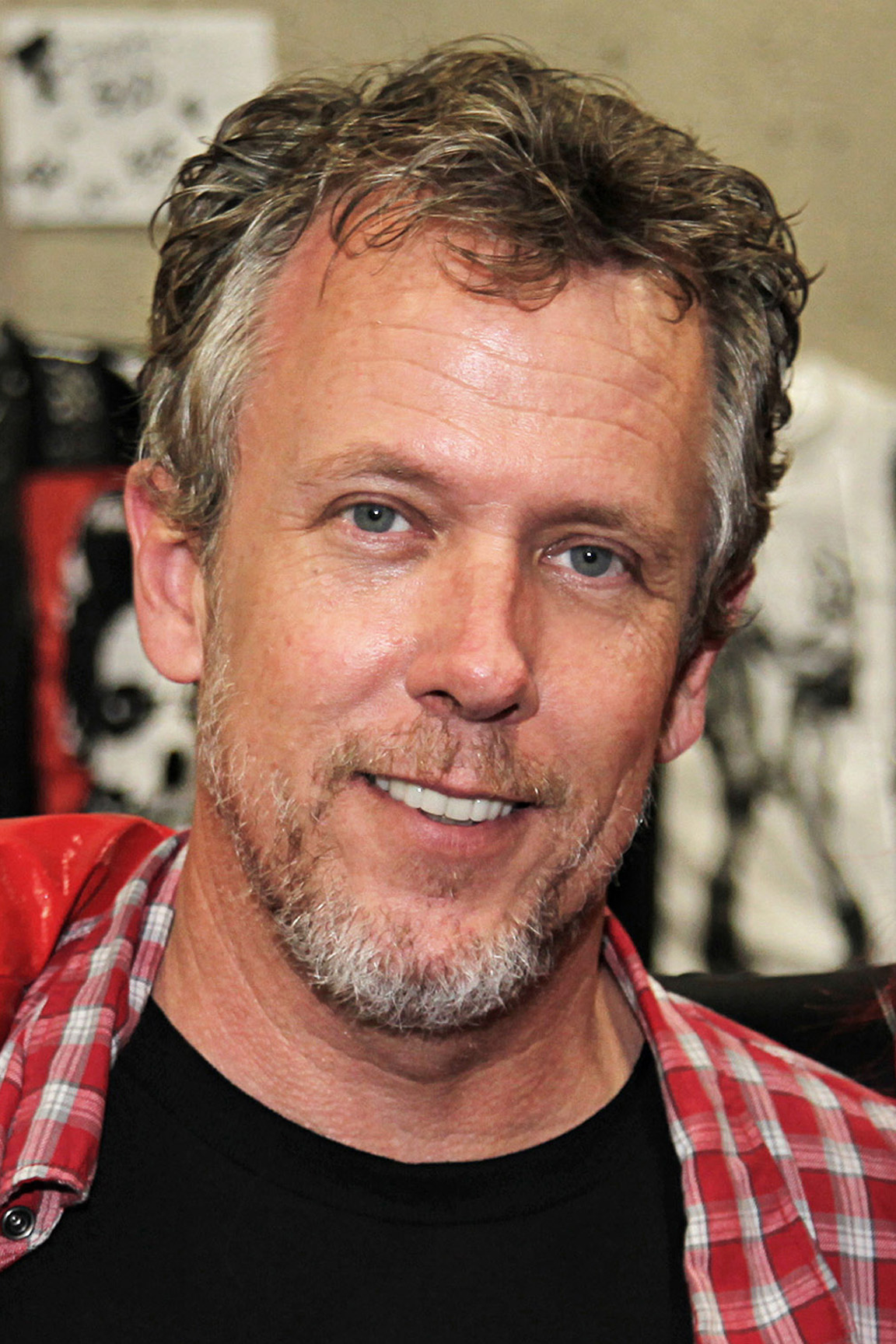
Tom Byron

- 1993 (Arabian Nights)

- Porsche Lynn
- Sean Michaels
- Julian St. Jox

- 1994 (Butt Banged Bicycle Babes)

- Kim Chambers
- Yvonne
- Mark Davis
- John Stagliano

- 1995 (Bottom Dweller 33 1/3)

- Careena Collins
- Jake Steed

- 1996 (Car Wash Angels)

- Careena Collins
- T. T. Boy
- Tom Byron

- 1997 (Behind The Sphinc Door)

- Alisha Klass
- Tom Byron

- 1998 (Tushy Heaven)

- Alisha Klass
- Samantha Stylle
- Sean Michaels

- 1999 (When Rocco Meats Kelly 2)

- Kelly Stafford
- Alba Dea Monte
- Rocco Siffredi
- Nacho Vidal

## Mejor guion
- 1984 Every Woman Has A Fantasy
- 1985 Taboo American Style

## Mejor actor de reparto

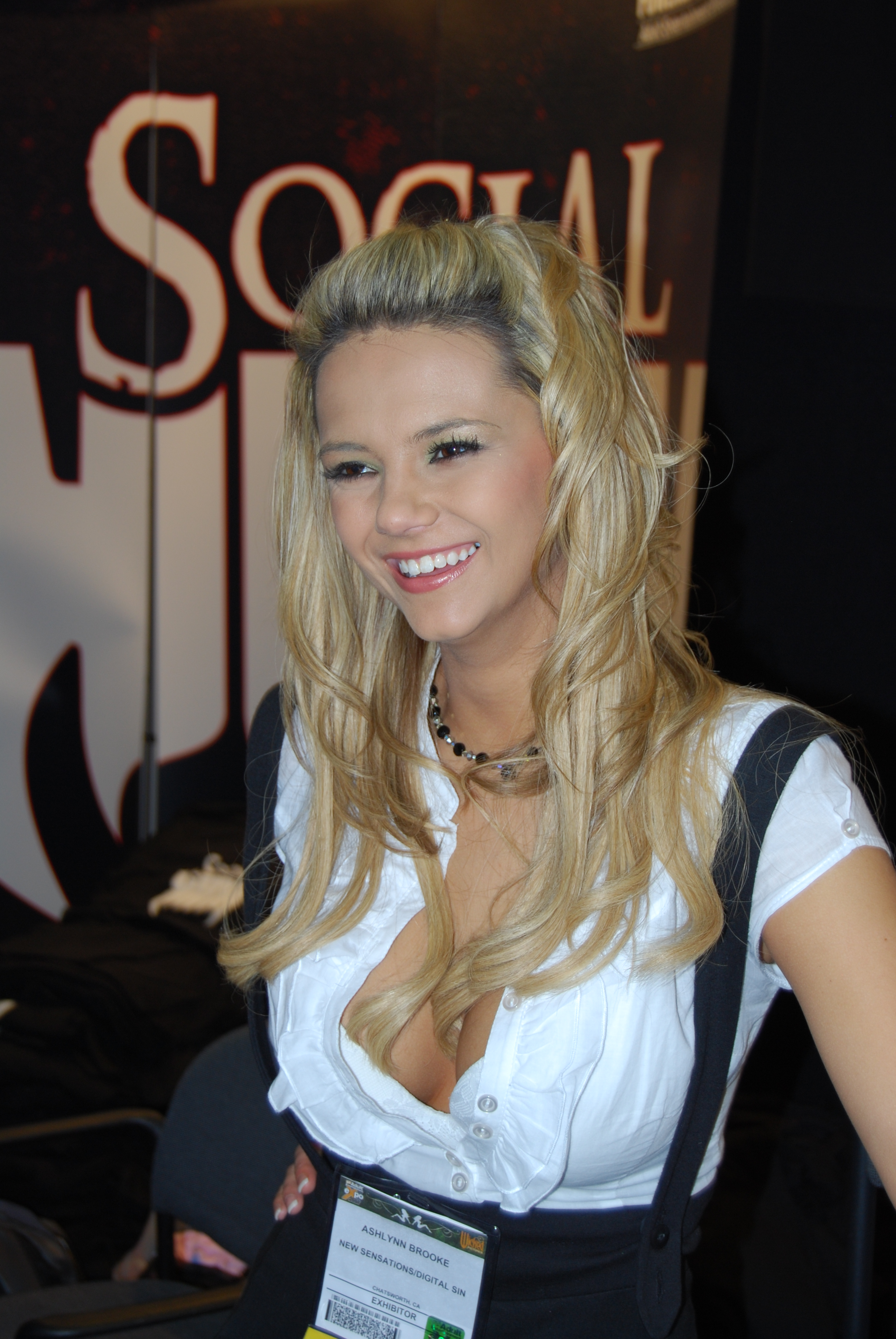
Ashlynn Brooke, mejor comedia por Ashlynn Goes to College #2.

- 1984 Joey Silvera (Public Affairs)
- 1985 Joey Silvera (She's So Fine)

## Mejor actriz de reparto
- 1984 Sharon Kane (Throat... 12 Years After)
- 1985 Kimberly Carson (Girls On Fire)

## Mejor comedia o parodia
- 2003 Space Nuts (Wicked Pictures)
- 2004 Misty Beethoven - The Musical (VCA Pictures)
- 2005 Camp Cuddly Pines Powertool Massacre (Wicked Pictures)
- 2006 Britney Rears 3 (Hustler Video)
- 2007 Not the Bradys XXX (X Play)
- 2008 Ashlynn Goes to College #2 (New Sensations) sin parodia
- 2008 Not Bewitched XXX (X-Play) parodia
- 2009 Brazzers Presents: The Parodies (Brazzers) parodia
- 2010 Not Married With Children XXX (X-Play/LFP Video)

### Comedia
- 2011: The Big Lebowski: A XXX Parody (New Sensations)[17]
- 2012: The Rocki Whore Picture Show: A Hardcore Parody (Wicked Pictures)[18]
- 2013: Star Wars XXX: A Porn Parody (Axel Braun/Vivid)[19]
- 2013: Superman vs. Spider-Man XXX: An Axel Braun Parody (VividXXXSuperheroes) – comic book[19]
- 2014: Grease XXX: A Parod (Adam & Eve Pictures)[20]
- 2015: Not Jersey Boys XXX: A Porn Musical (X-Play/Pulse)[21]
- 2016: Peter Pan XXX: An Axel Braun Parody (Wicked Fairy Tales)[22]
- 2017: Cindy Queen of Hell (Burning Angel/Exile)[23]

### Drama
- 2011: The Sex Files 2: A Dark XXX Parody (Revolution X/Digital Sin)[17]
- 2012: Taxi Driver: A XXX Parody (Pleasure Dynasty/Exile)[18]
- 2013: (tie) Dallas XXX: A Parody (Adam & Eve Pictures) and Diary of Love (Smash Pictures)[19]
- 2014: OMG ... It's the Leaving Las Vegas XXX Parody (Septo/Paradox/Exquisite)[20]
- 2015: Cinderella XXX: An Axel Braun Parody (Wicked Fairy Tales)[21]
- 2016: Magic Mike XXXL: A Hardcore Parody (Wicked Pictures)[22]
- 2017: Suicide Squad XXX: An Axel Braun Parody (Wicked Comix)[23]

### Cómica
- 2012: Spider-Man XXX: A Porn Parody (Vivid Entertainment Group)[18]
- 2016: Batman v. Superman XXX: An Axel Braun Parody (Wicked Pictures)[22]

## Escena en pareja

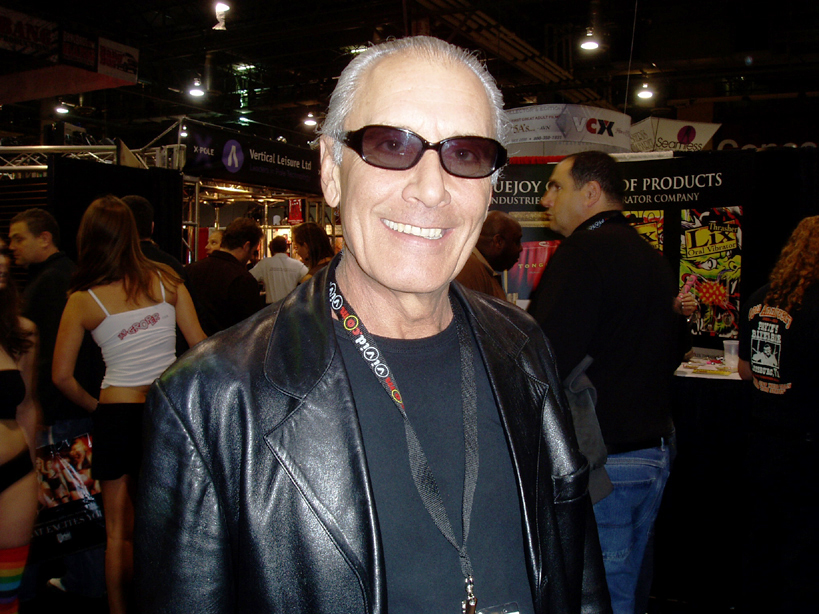
John Leslie

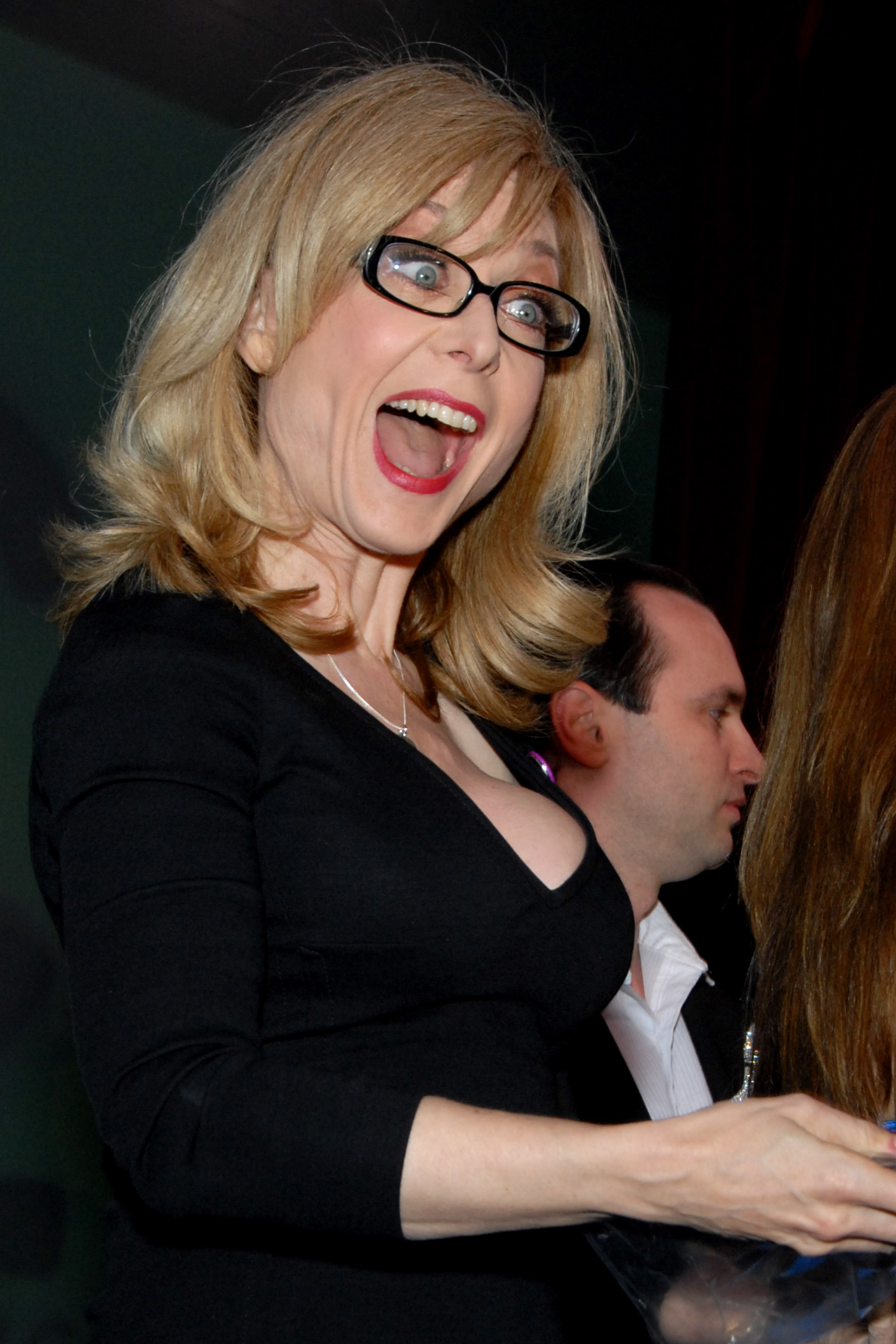
Nina Hartley en los premios 2009

- 1984 (Every Woman Has A Fantasy)

- John Leslie
- Rachel Ashley

- 1985 (Ball Busters)

- John Leslie
- Nina Hartley

## Premio Deep Throat

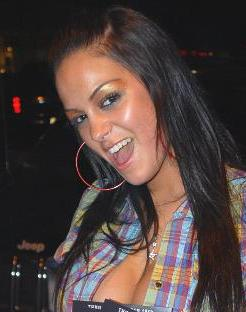
Angelina Valentine

- 2005 Briana Banks
- 2008 Angelina Valentine
- 2009 Memphis Monroe
- 2010 Phoenix Marie
- 2011 Krissy Lynn

## Best Cumback

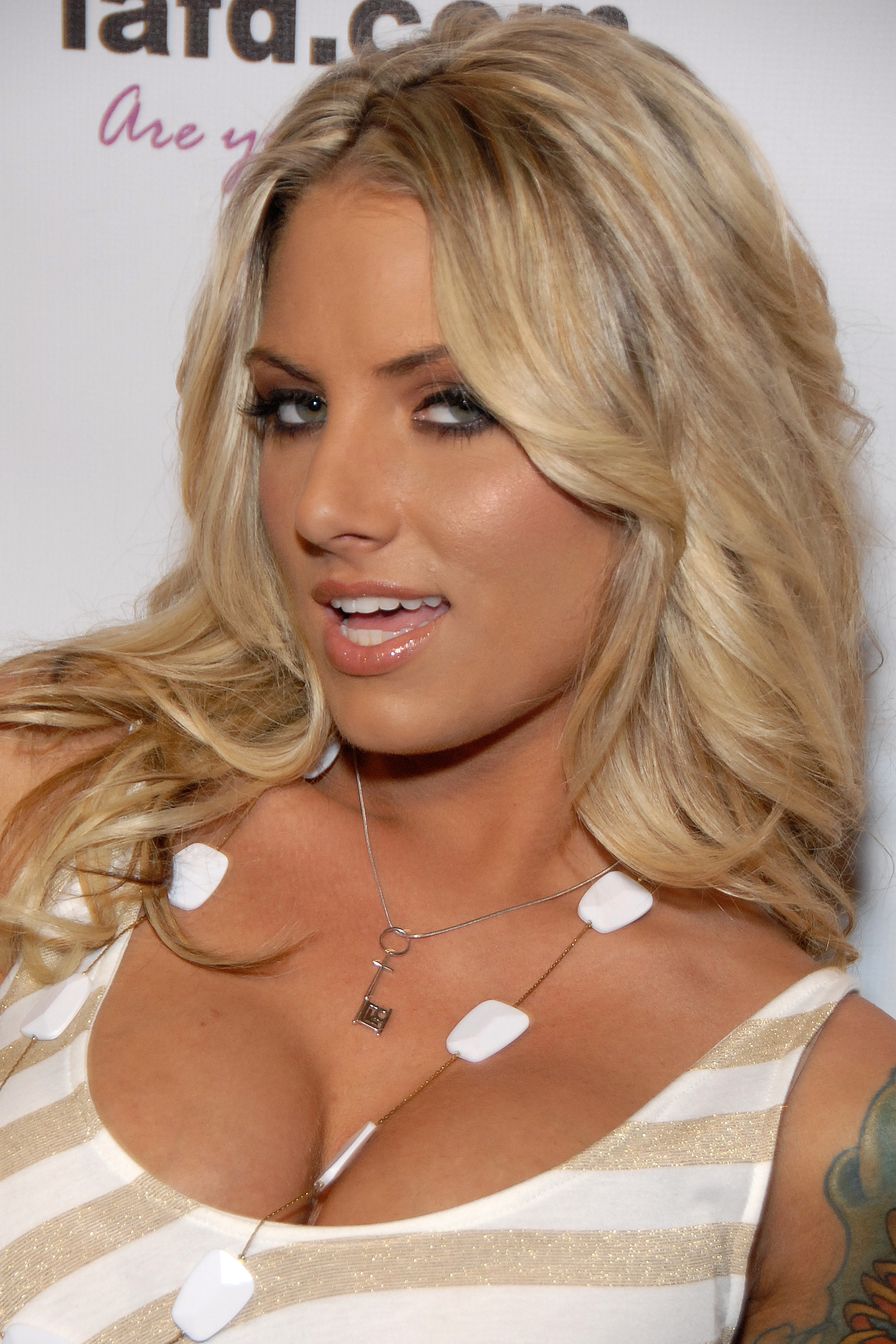
Teagan Presley en los premios 2009

- 2007: Lisa Ann[13]
- 2008: Kaylani Lei[14]
- 2009: Teagan Presley[15]
- 2010: Eva Angelina[16]
- 2011: Dale DaBone[17]
- 2012: Prince Yahshua[18]
- 2013: Steven St. Croix[19]
- 2014: Sunny Lane[20]
- 2015: Ryder Skye[21]
- 2016: Ryan Conner[22]
- 2017: Briana Banks[23]
- 2018: Tori Black[24]

## Mejor director

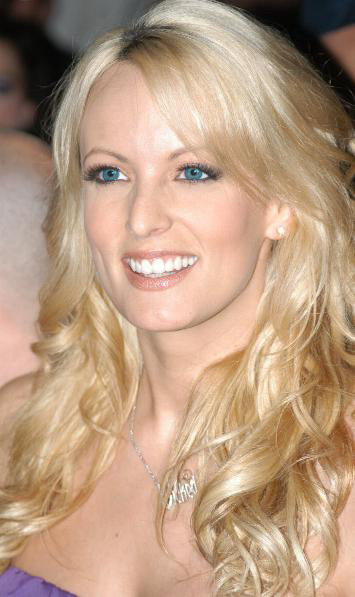
Stormy Daniels en los premios 2007

- 1984 Edwin Brown (Every Woman Has A Fantasy)
- 1985 Henri Pachard (Taboo American Style)
- 1993 Paul Thomas
- 1994 John Leslie
- 1995 Michael Ninn
- 1996 Gregory Dark
- 1997 John Leslie
- 1998 John Leslie
- 1999 Paul Thomas
- 2000 Michael Raven
- 2001 Jules Jordan
- 2002 John Stagliano
- 2003 Jules Jordan
- 2004 Jules Jordan
- 2005 Joone
- 2006 Brad Armstrong features
- 2006 Jules Jordan non-features
- 2007 (tie) Brad Armstron features
- 2007 (tie) Stormy Daniels features
- 2007 Jules Jordan non-features
- 2008 Brad Armstrong features
- 2008 Jules Jordan non-features
- 2010 Will Ryder features
- 2010 William H. non-features

## Mejor serie étnica
- 2010 Big Black Wet Asses (Elegant Angel)

## Mejores extras en DVD
- 2004 Briana Banks AKA Filthy Whore # 3 (Legend)
- 2005 Camp Cuddly Pines Powertool Massacre (Wicked Pictures)
- 2006 Corruption (Sex-Z Pictures)
- 2007 Upload (Sex-Z Pictures)
- 2008 Pirates II: Stagnetti's Revenge (Digital Playground)
- 2009 Big Tits In Sports 2 (Brazzers)
- 2010 2040 (Wicked Pictures)

## Actuación femenina del año
- 1984 Ginger Lynn
- 1993 Debi Diamond
- 1994 Leena
- 1995 Juli Ashton
- 1996 Missy
- 1997 Jill Kelly
- 1998 Stacy Valentine
- 1999 Inari Vachs
- 2000 Jewel De'Nyle
- 2001 Jewel De'Nyle
- 2002 Belladonna
- 2003 Briana Banks
- 2004 Briana Banks
- 2005 Briana Banks
- 2006 Hillary Scott
- 2007 Shyla Stylez
- 2008 Jenna Haze
- 2009 Memphis Monroe
- 2010 Tori Black
- 2011 Kagney Linn Karter

## Mejor escena chica-chica
- 1984 (Body Girls)

- Erica Boyer
- Robin Everett

- 1985 (Pleasure Island)

- 5 Woman Orgy

- 1993 (Hidden Obsessions)

- Janine
- Julia Ann

- 1994 (The Dinner Party)

- Celeste
- Debi Diamond
- Misty Rain

- 1995 (Takin' It To The Limit 6)

- Traci Allen
- Careena Collins
- Felecia
- Jill Kelly
- Misty Rain

- 1996 (Beyond Reality 1)

- Careena Collins
- Felecia

- 1997 (Miscreants)

- Jeanna Fine
- Tiffany Mynx
- Stephanie Swift

- 1998 (Tampa Tushy Fest 1)

- Chloe
- Alisha Klass

- 1999 (Torn)

- Chloe
- Ginger Lynn

- 2000 (Les Vampyres)

- Syren
- Ava Vincent

- 2001 (No Man'S Land 33)

- Jewel De'Nyle
- Inari Vachs

- 2002 (The Fashionistas)

- Belladonna
- Taylor St. Clair

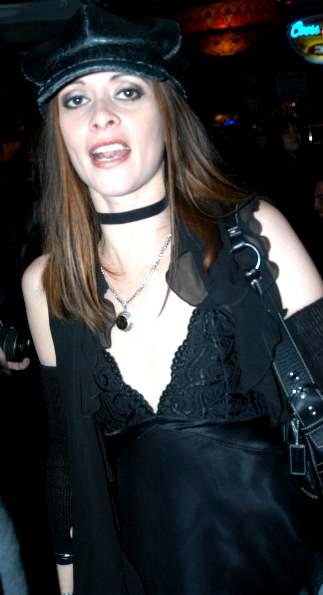
Chloe

- 2003 (My Plaything - Jenna Jameson 2 - Digital Sin)

- Jenna Jameson
- Carmen Luvana

- 2004 (The Violation of Audrey Hollander - JM Productions)

- Audrey Hollander
- Gia Paloma
- Ashley Blue
- Tyla Wynn
- Brodi
- Kelly Kline

Note: A "Best Girl-Girl Release" category was created in 2005. No "Best Girl-Girl Scene" awards have been given since.

## Mejor película chica-chica

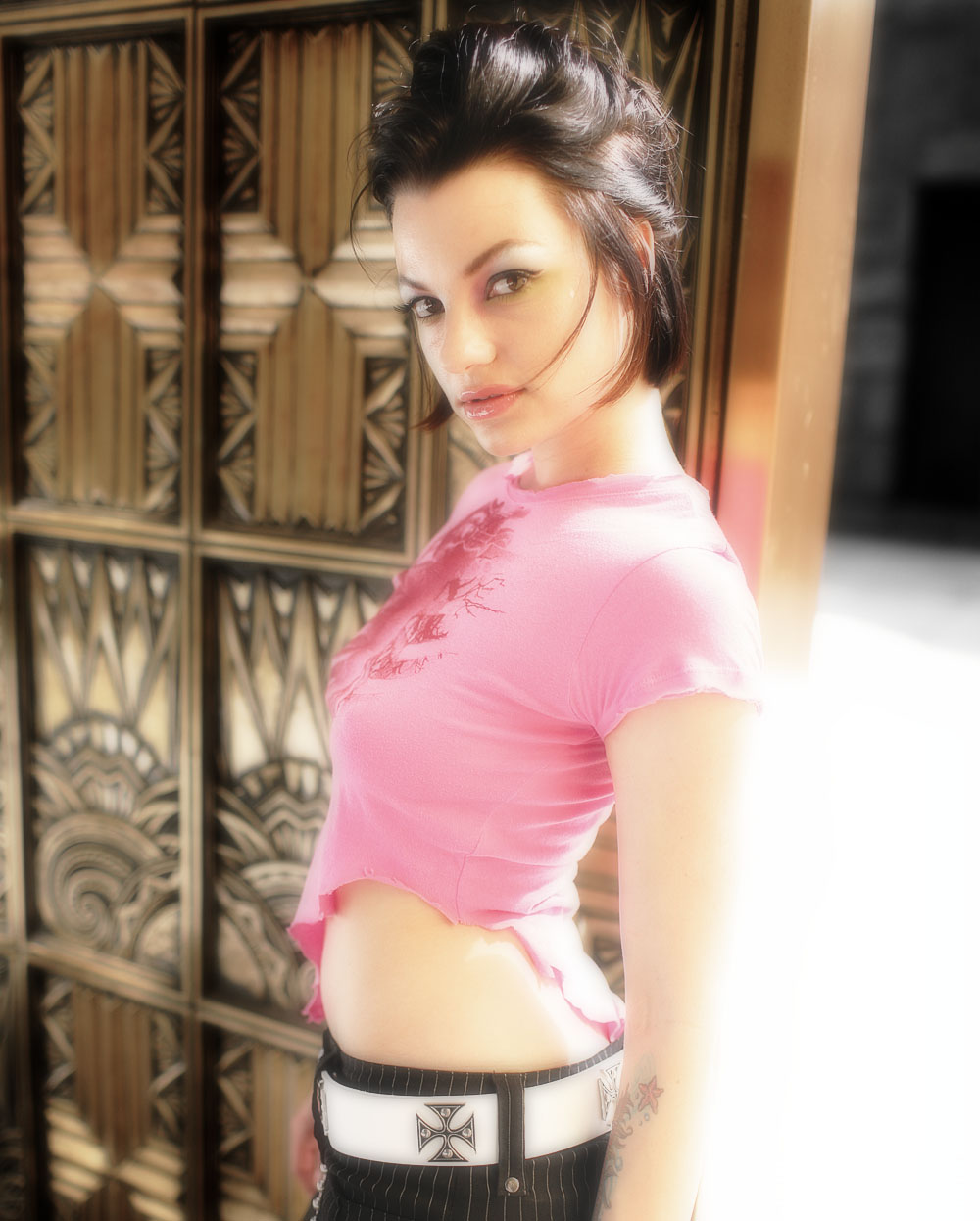
Belladonna

- 2005 Belladonna's Fucking Girls (Evil Angel)
- 2006 Belladonna: No Warning 2 (Evil Empire)
- 2007 Belladona's Fucking Girls 4 (Belladonna Productions)
- 2008 Belladonna’s Girl Train (Belladonna Entertainment)
- 2010 Women Seeking Women (Girlfriends Films)

## Mejor películagonzo
- 2005 Slut Puppies (Evil Angel)
- 2006 Jenna Haze Darkside (Jules Jordan Video)
- 2007 Flesh Hunter 10 (Jules Jordan Productions)
- 2008 Alexis Texas is Buttwoman (Elegant Angel)
- 2009 Real Wife Stories 4 (Brazzers)
- 2010 Big Wet Asses 15 (Elegant Angel)

## Mejor seriegonzo
- 1997 Shane's World
- 1998 Whack Attack
- 1999 Please
- 2000 Please!
- 2001 Service Animals
- 2002 Flesh Hunter
- 2003 Flesh Hunter (Evil Angel)
- 2004 Service Animals (Evil Angel)
- 2005 Service Animals (Joey Silvera/Evil Angel)
- 2006 Service Animals (Joey Silvera/Evil Angel)
- 2007 Ass Worship (Jules Jordan Productions)
- 2008 Big Wet Asses (Elegant Angel)
- 2010 Seasoned Players (Tom Byron Pictures/Evolution Distribution)

## Mejor escena en grupo
- 1984 (Stud Hunters)

- Pippi Anderssen
- 5 studs

- 1985 (New Wave Hookers)

- Ginger Lynn
- Tom Byron
- Steve Powers

- 1993 Slave To Love; Orgy

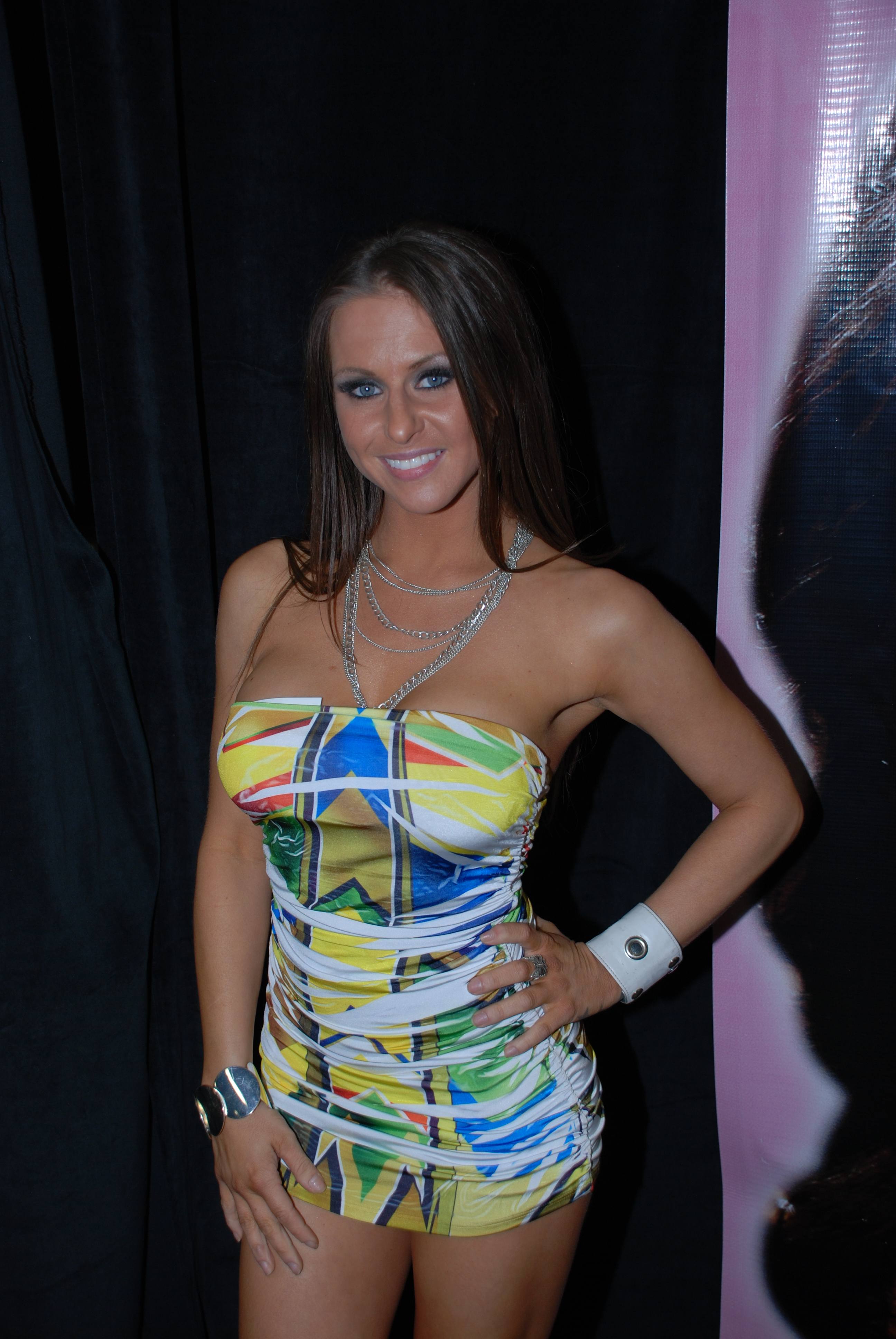
Rachel Roxxx

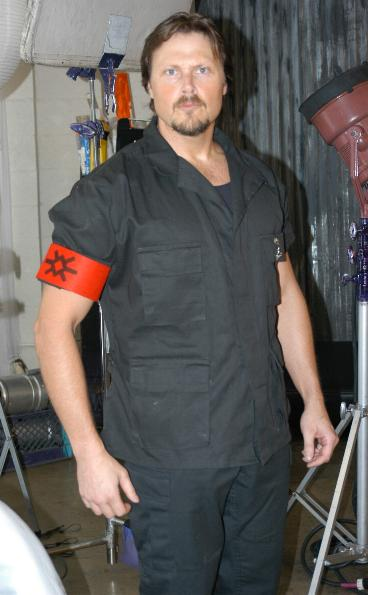
Van Damage

- 1994 (Buttman'S British Moderately Big Tit Adventure;)

- Stephanie Hart-Rogers
- Janey Lamb
- Rocco Siffredi
- Joey Silvera

- 1995 (New Wave Hookers 4)

- staircase orgy

- 1996 (American Tushy)

- Missy
- Taren Steele
- Hakan
- Alex Sanders

- 1997 (Psychosexuals)

- Chloe
- Missy
- Ruby
- Mickey G.

- 1998 (Asswoman In Wonderland)

- Iroc
- Tiffany Mynx
- Stryc-9
- Van Damage
- Luciano

- 1999 (Ultimate Guide To Anal Sex For Women)

- final orgy

- 2000 (Days Of Whore)

- Krysti Mist
- other gangbang participants

- 2001 (Gangbang Auditions 7)

- Aurora Snow
- five men

- 2002 (The Fashionistas)

- Friday
- Taylor St. Clair
- Sharon Wild
- Rocco Siffredi

- 2003 (Flesh Hunter 5 - Evil Angel)

- Taylor Rain
- Arnold Schwarzenpecker
- John Strong
- Trent Tesoro
- Mark Wood

- 2004 (Baker's Dozen 2 - Platinum X Pictures)

- Missy Monroe
- Kami Andrews
- Julie Night
- others

## Escena kinky

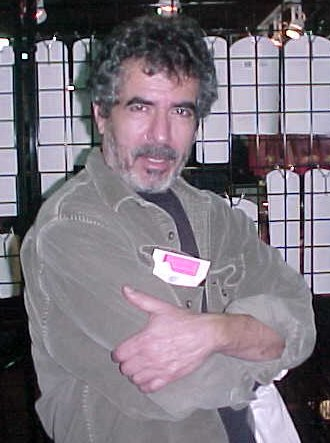
Jamie Gillis

- 1984 (Insatiable II)

- Jamie Gillis
- Marilyn Chambers

- 1985 (Nasty)

- Jamie Gillis
- Gayle Sterling
- Lynx Canon

## Actuación comercial favorita
- 2002 Briana Banks

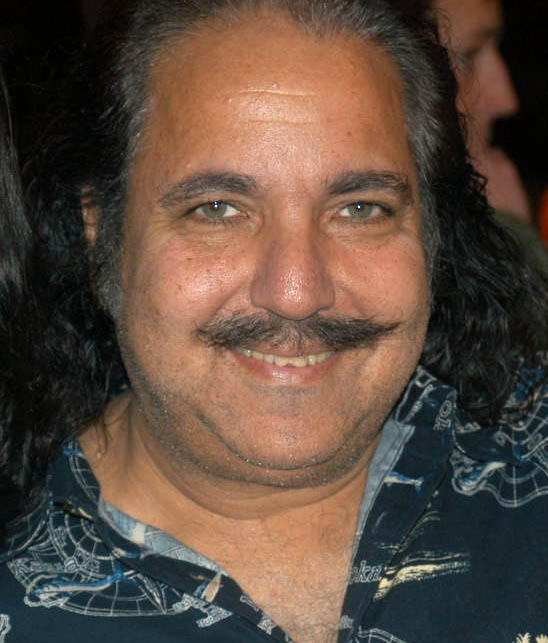
Ron Jeremy

- 2003 Mary Carey (Political run for Governor of California; Media blitz)
- 2004 (tie) Seymore Butts (Family Business TV show)
- 2004 (tie) Jenna Jameson (Best-Selling autobiography: How to Make Love Like a Porn Star: A Cautionary Tale)
- 2005 Stormy Daniels (40 Year Old Virgin, hostess of Wet Grooves, etc.)
- 2006 Ron Jeremy
- 2007 Stormy Daniels
- 2008 Sasha Grey
- 2009 Shyla Stylez
- 2010 Sasha Grey
- 2011 Memphis Monroe

## Actuación masculina del año

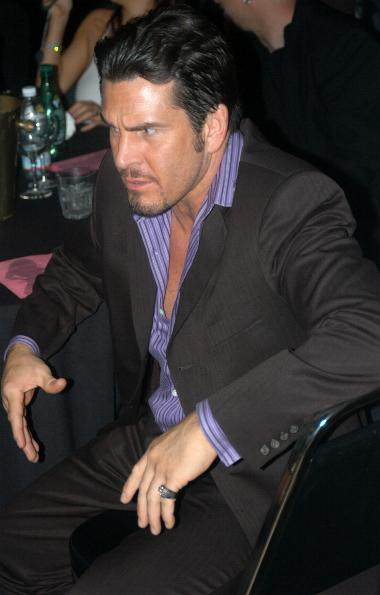
T. T. Boy

- 1984 Eric Edwards
- 1993 Marc Wallice
- 1994 Jon Dough
- 1995 T. T. Boy
- 1996 T. T. Boy
- 1997 Tom Byron
- 1998 Mr. Marcus
- 1999 Bobby Vitale
- 2000 Evan Stone
- 2001 Lexington Steele
- 2002 Erik Everhard
- 2003 Manuel Ferrara
- 2004 Manuel Ferrara
- 2005 Manuel Ferrara
- 2006 Tommy Gunn
- 2007 Evan Stone
- 2008 James Deen
- 2010 Evan Stone

## Mejor química en pantalla

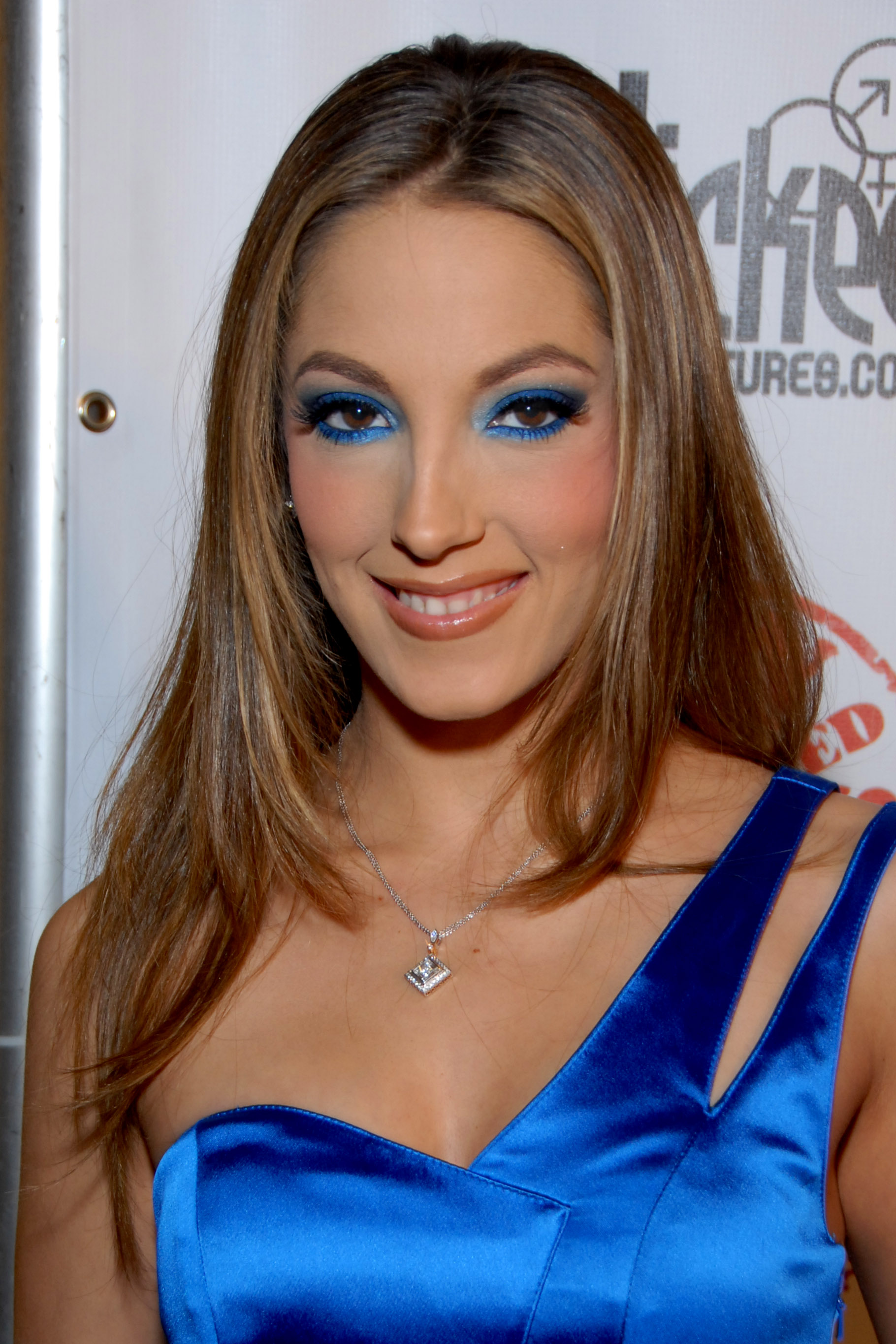
Jenna Haze en los premios 2009

- 2006 (Fashionistas Safado - The Challenge - Evil Angel)

- Gianna
- Jenna Haze
- Rocco

- 2007

- Joanna Angel
- James Deen

- 2008

- Joanna Angel
- James Deen

## Mejor escena heterosexual
- 1993 (New Wave Hookers 3)

- Crystal Wilder
- Rocco Siffredi

- 1994 (Seymore & Shane On The Loose)

- Lana
- T. T. Boy

- 1995 (Kink)

- Careena Collins
- Rocco Siffredi

- 1996 (Max 8: The Fugitive)

- Lovette
- Max Hardcore

- 1997 (Psychosexuals)

- Nikita
- Mickey G.

- 1998 (Pink Hotel On Butt Row)

- Elena
- T. T. Boy

- 1999 (Nothing To Hide 3 & 4)

- Gwen Summers
- Julian

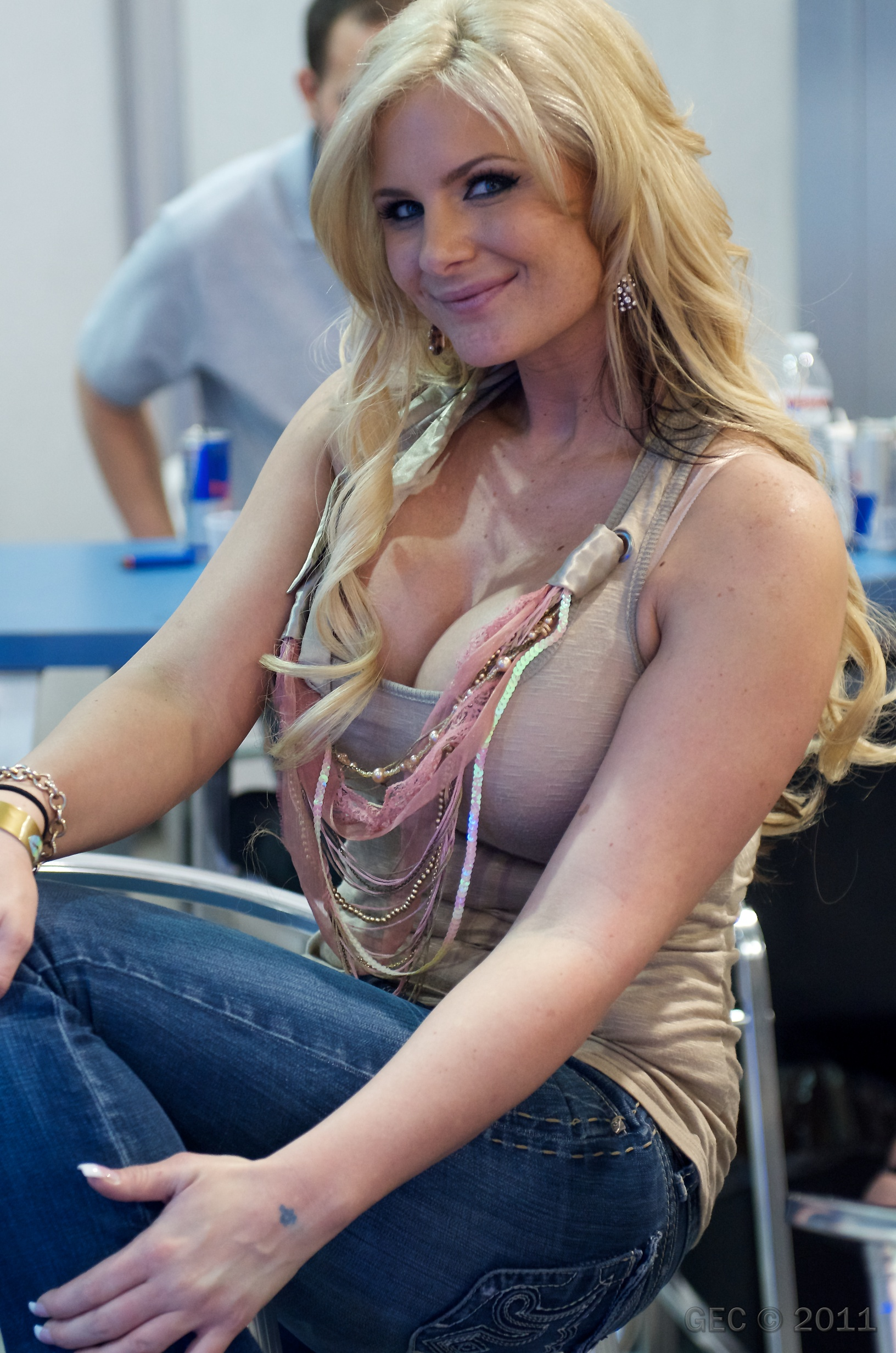
Phoenix Marie

Rocco Siffredi

- 2000 (Xxxtreme Fantasies Of Jewel De'Nyle)

- Jewel De'Nyle
- Nacho Vidal

- 2001 (Welcome To Chloeville 3)

- Chloe
- Mark Davis

- 2002 (The Fashionistas)

- Taylor St. Clair
- Rocco Siffredi

- 2003 (Babes in Pornland 14: Bubble Butt Babes - Puritan Video Productions)

- Jewel De'Nyle
- Manuel Ferrara

- 2004 (XXX - Mercenary Pictures)

- Lexington Steele
- Katsumi

- 2005 (Darkside - Red Light District Video)

- Penny Flame
- Herschel Savage

## MILF del año

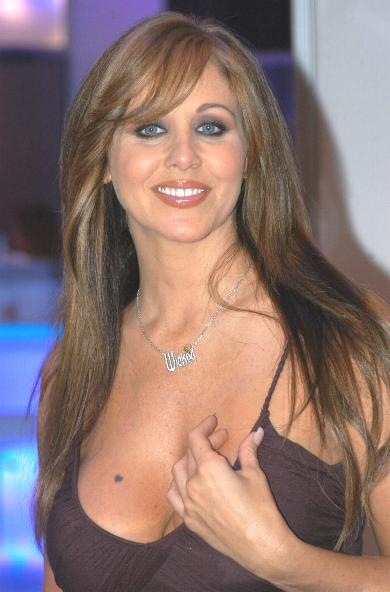
Julia Ann

- 2006 Janine
- 2007 Kylie Ireland
- 2008 Julia Ann
- 2010 Lisa Ann
- 2011 Sienna West

## Mini-actuación
- 1993 Sodomania
- 1994 Sodomania

## Mejor Starlet

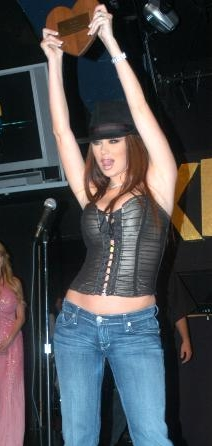
Jenna Jameson en los premios XRCO 2005

- 1993 Shayla Laveaux
- 1994 Misty Rain
- 1995 Jenna Jameson
- 1996 Stacy Valentine
- 1997 Nikita
- 1998 Raylene
- 1999 Jewel De'Nyle
- 2000 Tera Patrick
- 2001 Monica Mayhem
- 2002 Carmen Luvana
- 2003 Lauren Phoenix
- 2004 Teagan
- 2005 Hillary Scott
- 2006 Sasha Grey
- 2007 Bree Olson
- 2008 Stoya
- 2009 Miko Sinz
- 2010 Kagney Linn Karter
- 2011 Lexi Belle

## Debutante

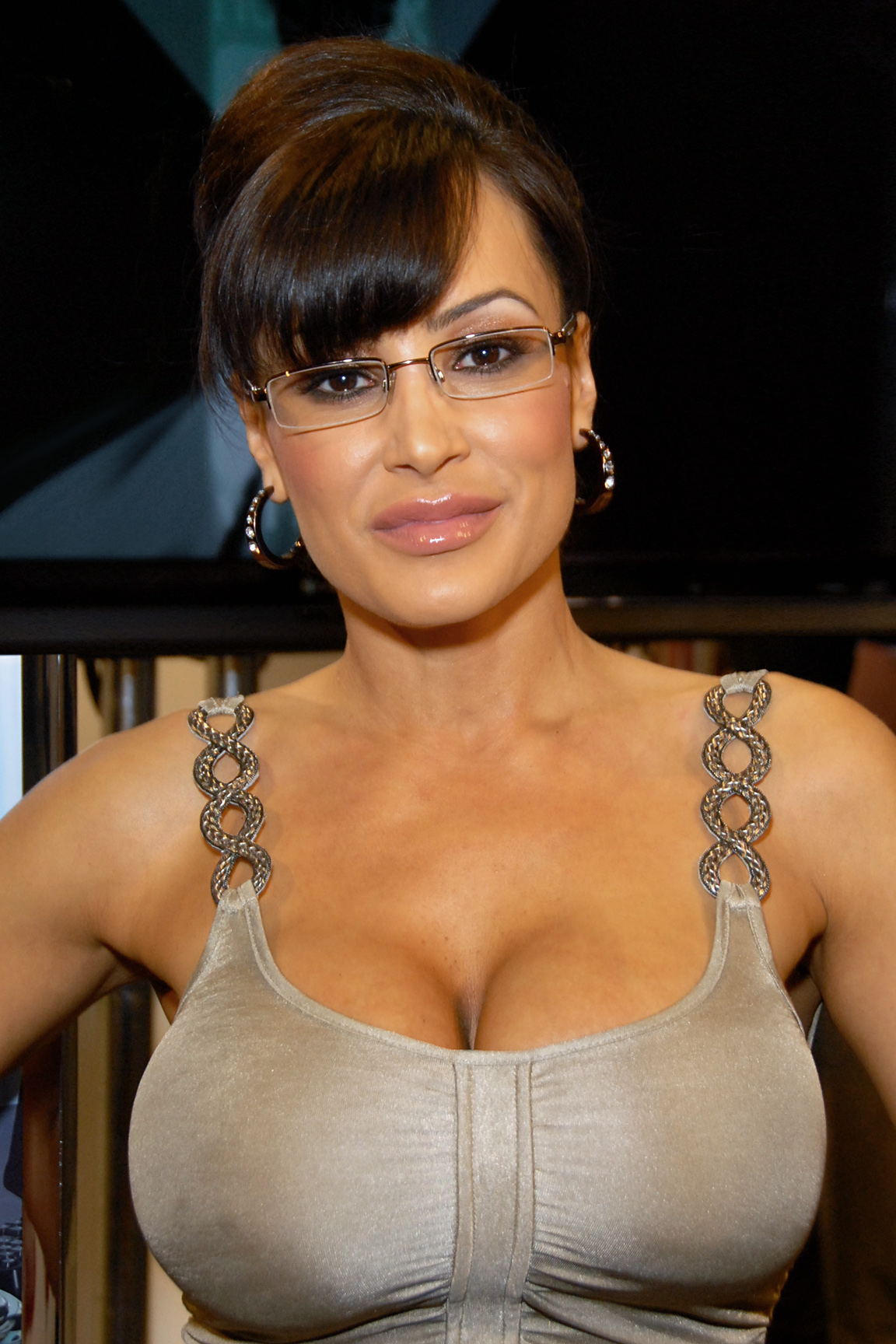
Lisa Ann, MILF del año 2010.

- 1999 Evan Stone
- 2000 Dillon Day
- 2002 Manuel Ferrara
- 2003 Ben English
- 2004 Tommy Gunn
- 2005 Scott Nails
- 2006 Derrick Pierce
- 2007 Charles Dera
- 2008 CJ Wright
- 2010 Dane Cross

## Escena oral

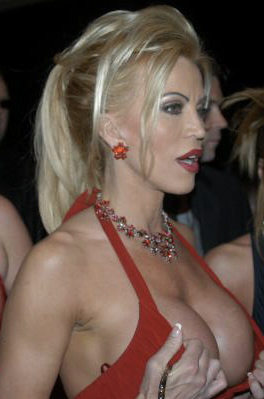
Amber Lynn

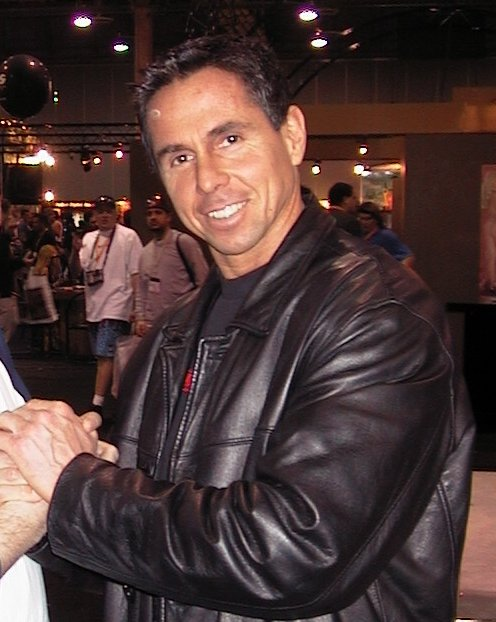
Peter North

- 1984 (Succulent)

- Ron Jeremy
- Little Oral Annie

- 1985 (Love Bites)

- Amber Lynn
- Peter North
- Rick Savage

## Analista orgásmico
- 2000 Chloe
- 2001 Jewel De'Nyle
- 2002 Belladonna
- 2003 Briana Banks
- 2004 Briana Banks
- 2005 Katja Kassin
- 2006 Hillary Scott
- 2007 Shyla Stylez
- 2008 Belladonna
- 2009 Nikki Benz
- 2010 Jenna Haze
- 2011 Memphis Monroe

## Oralista orgásmico

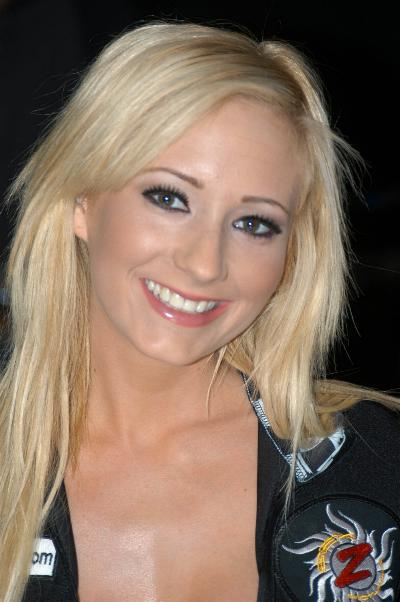
Hillary Scott

- 1999 Bobbi Bliss
- 2000 Inari Vachs
- 2001 Kaylynn
- 2002 Briana Banks
- 2003 Felicia Fox
- 2004 Roxy Jezel
- 2005 Hillary Scott
- 2006 Hillary Scott
- 2007 Jenna Haze
- 2008 Belladonna
- 2010 Bobbi Starr
- 2011 Memphis Monroe

## Mejor lanzamiento POV
- 2005 Pov Pervert 5 (Red Light District)
- 2006 Jack's Pov 5 (Digital Playground)
- 2007 inTERActive (Teravision/Hustler)
- 2008 Tunnel Vision #3 (Jules Jordan Productions)
- 2010 (tie) POV Jugg Fuckers 2 (Darkko Productions/Evil Angel)
- 2010 (tie) POV Pervert 11 (Mike John Productions/Jules Jordan Video)

## Mejor película
- 2004 Briana Banks AKA Filthy Whore # 3
- 2005 Pirates (Digital Playground/Adam & Eve)
- 2006 Curse Eternal (Wicked Pictures)
- 2007 Babysitters (Digital Playground)
- 2008 Cheerleaders (Digital Playground)
- 2009 Busty Lifeguards
- 2010 Flight Attendants (X-Play/Adam & Eve)
- 2011  The Flintstones: A XXX Parody (New Sensations)
- 2012  25 Sexiest Boobs Ever (Elegant Angel)

Antes de 2006 los premios se separaban en película, vídeo y DVD.

### Mejor épica
- 2005 Pirates (Digital Playground/Adam & Eve)
- 2006 Corruption (Sex Z Pictures)
- 2007 Upload (Sex Z Pictures)
- 2008 (tie) Fallen (Wicked Pictures)
- 2008 (tie) Pirates II: Stagnetti's Revenge (Digital Playground)
- 2010 2040 (Wicked Pictures)

### DVD
- 2000 Dream Quest
- 2001 Dark Angels: Special Edition
- 2002 Euphoria
- 2003 The Fashionistas (Evil Angel)
- 2004 Millionaire (Private USA)
- 2005 Stunner (Vivid)

### Mejor película del año XRCO
- 1985 Every Woman Has a Fantasy
- 1988 Every Woman Has a Fantasy 2
- 1989 Pretty Peaches 2[26]
- 1990 Pretty Peaches 3 - The Quest
- 1991 Wild Goose Chase
- 1992 Chameleons Not the Sequel
- 1993 Justine: Nothing to Hide 2[33]
- 1994 Dog Walker[33]
- 1995 Borderline[33]
- 1996 Sex Freaks[33]
- 1997 Bad Wives[4]
- 1999 Masseuse 3[5]
- 2000 The Awakening[6]
- 2001 Les Vampyres[7]
- 2002 Fade to Black[8]
- 2003 The Fashionistas[9]
- 2004 Compulsion[10]
- 2005 The Masseuse (Vivid Entertainment Group)[11]
- 2006 Pirates
- 2007 Stunner
- 2008 Big Tits at School

### Mejor vídeo del año XRCO
- 1985 Black Throat
- 1986 Dream Girls
- 1987 Nightshift Nurses
- 1988 Catwoman
- 1989 Chameleon
- 1990 Buttman's Ultimate Workout
- 1991 Buttman's European Vacation
- 1993 Pussyman - The Search
- 1994 Takin' It To The Limit
- 1995 Latex
- 1996 Buttman In The Crack
- 1997 Psycho Sexuals
- 1998 Cafe Flesh 2
- 2000 Ginger Lynn is Torn
- 2001 Buttman's Toy Stories
- 2002 Euphoria
- 2003 Ass Collector
- 2004 Beautiful (2003 film)
- 2005 In the Garden of Shadows
- 2007 My Back Door is Always Open For You
- 2008 Doctor Adventures 3
- 2009 Busty Housewives 2
- 2010 Busty Lifeguards

## Series
- 1996 Joey Silvera'S Butt Row

## Superzorra
- 2002 Catalina
- 2003 Julie Night
- 2004 Ariana Jollee
- 2005 Ariana Jollee
- 2006 Hillary Scott
- 2007 Annette Schwarz
- 2008 Bobbi Starr
- 2009 Phoenix Marie
- 2010 Bobbi Starr
- 2011 Krissy Lynn

## (Teen) Cream Dream

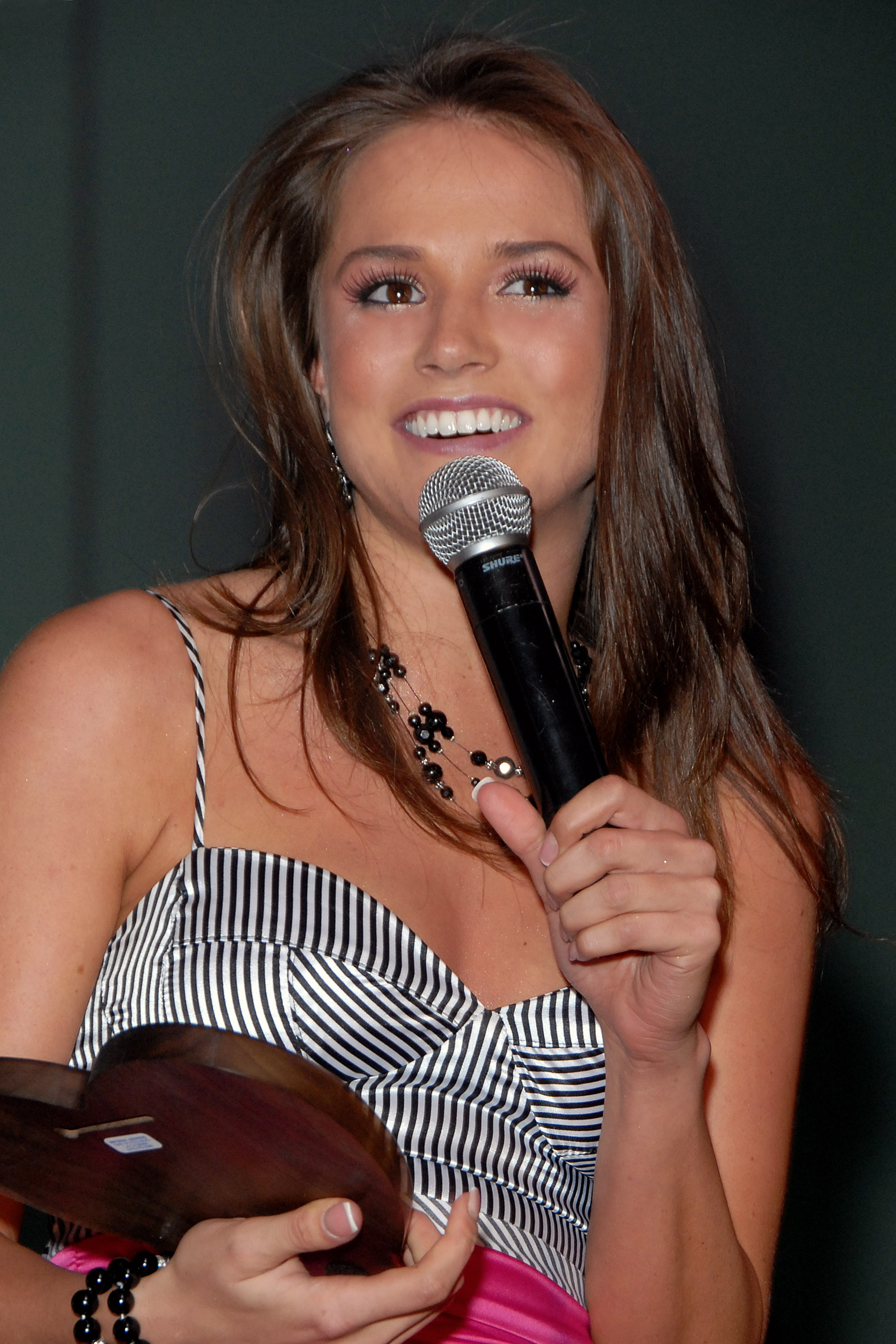
Tori Black en los premios 2009

- 2000 Allysin Chaines
- 2001 Aurora Snow
- 2002 Ashley Blue
- 2003 Cytherea
- 2004 Teagan
- 2005 Kinzie Kenner
- 2006 Mia Rose
- 2007 Bree Olson
- 2008 Tori Black
- 2009 Nikki Rhodes
- 2010 Lexi Belle

## Trío
- 2000 (Please 9)

- Amanda
- Jessica
- Nacho Vidal

- 2001 (Up Your Ass 18)

- Aurora Snow
- Mr. Marcus
- Lexington Steele

- 2002 (Trained Teens)

- Gauge
- Aurora Snow
- Jules Jordan

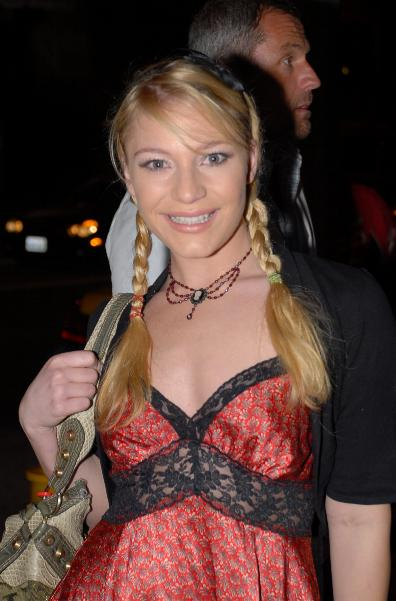
Aurora Snow

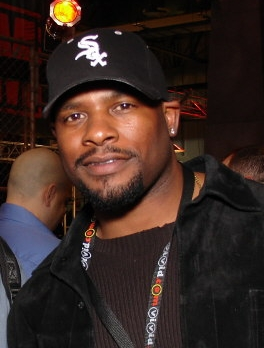
Mr. Marcus

- 2003 (Mason's Dirty Tricks - Elegant Angel)

- Julie Night
- Manuel Ferrara
- Steve Holmes

- 2004 (Flesh Hunter 7 - Evil Angel)

- Teagan
- Mark Ashley
- Alberto Rey

## Unsung Siren

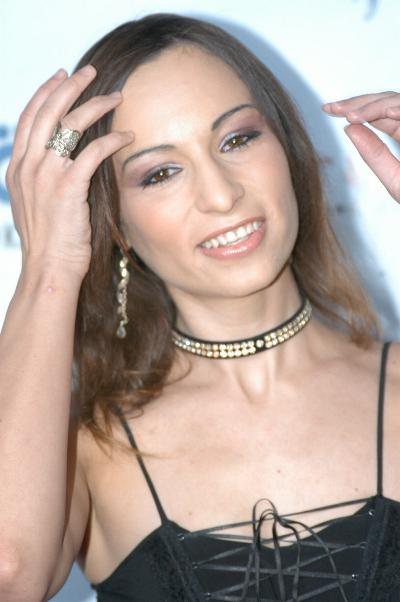
Amber Rayne

- 1993 Lacy Rose
- 1994 Shane
- 1995 Tammi Ann
- 1996 Sindee Coxx
- 1997 Chloe
- 1998 Katie Gold
- 1999 Sydnee Steele
- 2000 Shelbee Myne
- 2001 Alana Evans
- 2002 Olivia Saint
- 2003 Sabrine Maui
- 2004 Katie Morgan
- 2005 Haley Paige
- 2006 Mika Tan
- 2007 Roxy Deville
- 2008 Amber Rayne
- 2010 Marie Luv

## Unsung Swordsman
- 1996 Steve Hatcher
- 1997 Dave Hardman
- 1998 Luciano
- 1999 Ian Daniels
- 2000 Erik Everhard
- 2001 Dave Cummings
- 2002 Brandon Iron
- 2003 Steve Holmes
- 2004 Brian Surewood
- 2005 Brandon Iron

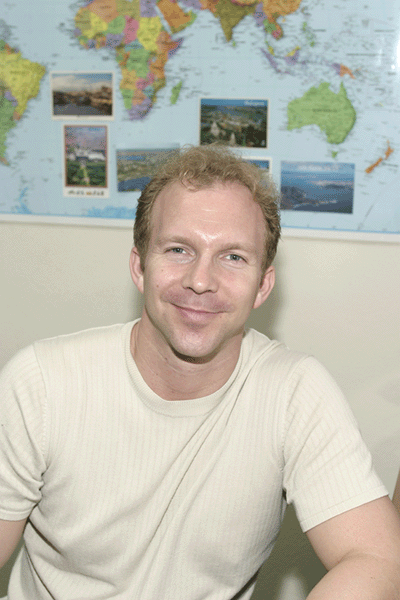
Brandon Iron

- 2006 Mark Wood (XRCO website states that Mark Wood was actually given Unsung Woodsman award. It remains unclear, if this is a joke on Woods name, a reference to the old Woodsman Of The Year -award or a plain typo.)
- 2007 James Deen
- 2008 Charles Dera
- 2010 Sascha

## Vignette Series
- 1995 The Voyeur

## Woodsman Of The Year

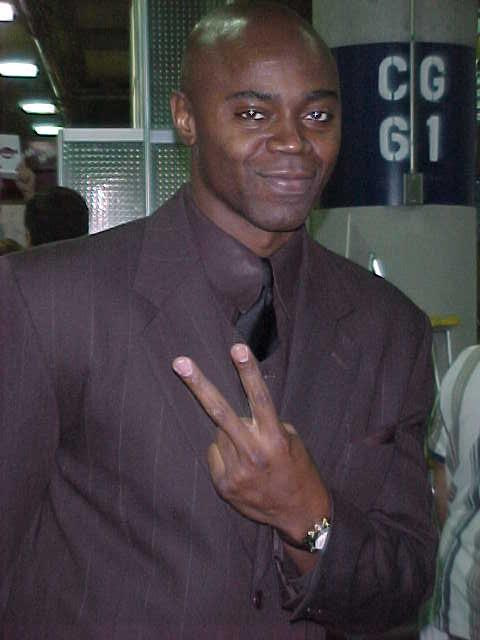
Sean Michaels

- 1993 Sean Michaels
- 1994 Alex Sanders
- 1995 T. T. Boy

## Peor película
- 1993 Nympho Zombie Coeds
- 1994 Gum-Me-Bare
- 1995 World'S Biggest Gang Bang
- 1996 Frankenpenis
- 1997 87 And Still Bangin'
- 1998 World'S Biggest Anal Gangbang
- 1999 Vomitorium
- 2000 Watch Me Camp Bitch!
- 2001 Fossil Fuckers
- 2002 You'Re Never Too Old To Gangbang